# 豊田市立幸海小学校
豊田市立幸海小学校（とよたしりつ こうかいしょうがっこう）は、愛知県豊田市幸海町にある公立小学校。

## 概要
- 旧・東加茂郡松平町の小学校であり、校区は巴川沿いの幸海町、幸穂台、穂積町である。公立中学校に進学する場合は豊田市立松平中学校へ進学する[1]。

## 沿革
- 1873年（明治6年）11月[注釈 1] - 第9中学区内第75番小学校酒呑学校として開校。酒呑村の祐源寺[注釈 2]を仮校舎とする。東加茂郡二本木村、西野村、重田和村、白瀬村、酒呑村、霧山村、赤原村、寺沢村、及び西加茂郡矢並村の児童が通学する。
- 1874年（明治7年）6月 - 第9中学区内第69番小学校酒呑学校に改称する。
- 1875年（明治8年） - 岩倉村に岩倉学校が開校。赤原村は酒呑学校から岩倉学校に移る。
- 1876年（明治9年） - 第2番大学区内第9番中学区内第123番小学鶴鳴学校に改称し、重田和村の神社に移転する。同年、酒呑村の民家に移転し、第2番大学区内第9番中学区内第123番小学酒呑学校に改称する。
- 1879年（明治12年） - 校舎を新築し、移転する。このころから幸海学校とも呼ばれる。
- 1883年（明治16年） - 東加茂郡第14学区公立小学幸海学校に改称する。
- 1887年（明治20年） - 東加茂郡尋常小学幸海学校に改称する。
- 1889年（明治22年）10月1日 - 二本木村、西野村、重田和村、白瀬村、酒呑村、霧山村、則定村が合併し、穂積村が発足。同時に東加茂郡穂積村立幸海尋常小学校に改称する。
- 1901年（明治34年） - 高等科を設置し、東加茂郡穂積村立幸海尋常高等小学校に改称する。
- 1906年（明治39年）5月1日 - 松平村、小川村、志賀村、豊栄村の一部、穂積村の一部（二本木・西野・重田和・白瀬・酒呑）が合併し、松平村が発足。同時に東加茂郡松平村幸海尋常高等小学校に改称する。
- 1907年（明治40年）1月1日 - 高等科を廃止し、東加茂郡松平村幸海尋常小学校に改称する。校区は二本木・西野・重田和・白瀬・酒呑。
- 1908年（明治41年） - 幸海尋常小学校、岩倉尋常小学校、九久平尋常小学校の合併が村議会で検討されたが、住民の反対により中止となる。
- 1916年（大正5年）
  - 8月 - 実業補習学校を併設する。
  - 11月 - 現在地に校舎を新築し、移転する。
- 1919年（大正8年）4月 - 高等科を設置し、東加茂郡松平村幸海尋常高等小学校に改称する。
- 1934年（昭和9年）6月 -  愛知県松平公民学校の設置に伴い、併設の実業補習学校を廃止する。
- 1941年（昭和16年）4月1日 - 東加茂郡松平村立幸海国民学校に改称する。
- 1947年（昭和22年）4月1日 - 松平村立幸海小学校に改称する。
- 1955年（昭和30年）3月 - 校舎を改築する。
- 1961年（昭和36年）11月1日 - 松平村が町制施行して松平町が発足。同時に松平町立幸海小学校に改称する。
- 1966年（昭和41年）3月 - 校舎を新築（鉄筋コンクリート造）する。
- 1970年（昭和45年）4月1日 - 松平町が豊田市に編入合併される。同時に豊田市立幸海小学校に改称する。
- 1982年（昭和57年） - 校舎を新築（鉄筋コンクリート造）する。
- 2005年（平成17年） - 校舎を増築する。

## 交通アクセス
- 名鉄バス矢並線「酒呑北口」バス停より徒歩約15分。

名鉄三河線豊田市駅より【61系統】「足助」行。
- 地域バス松平ともえ号　日明ジュリンナ線「重田和」バス停より徒歩8分。　※火曜日のみ運行